# Barrage de Manavgat
Pour les articles homonymes, voir Manavgat.
Le barrage de Manavgat est un barrage de Turquie.

## Sources
- (tr) « Manavgat Baraji », sur Devlet Su İşleri